# Pankraz Vorster

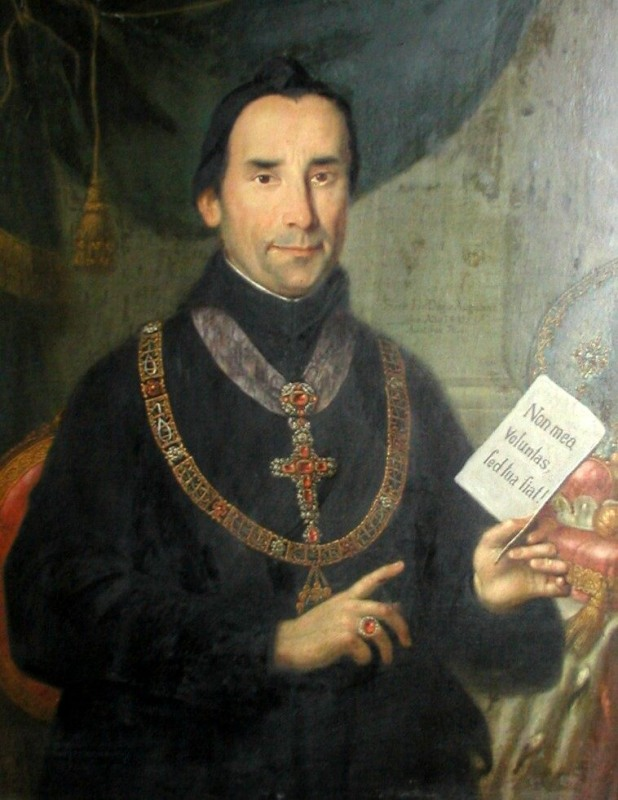
Zeitgenössisches Porträt von Pankraz Vorster (ca. 1790)

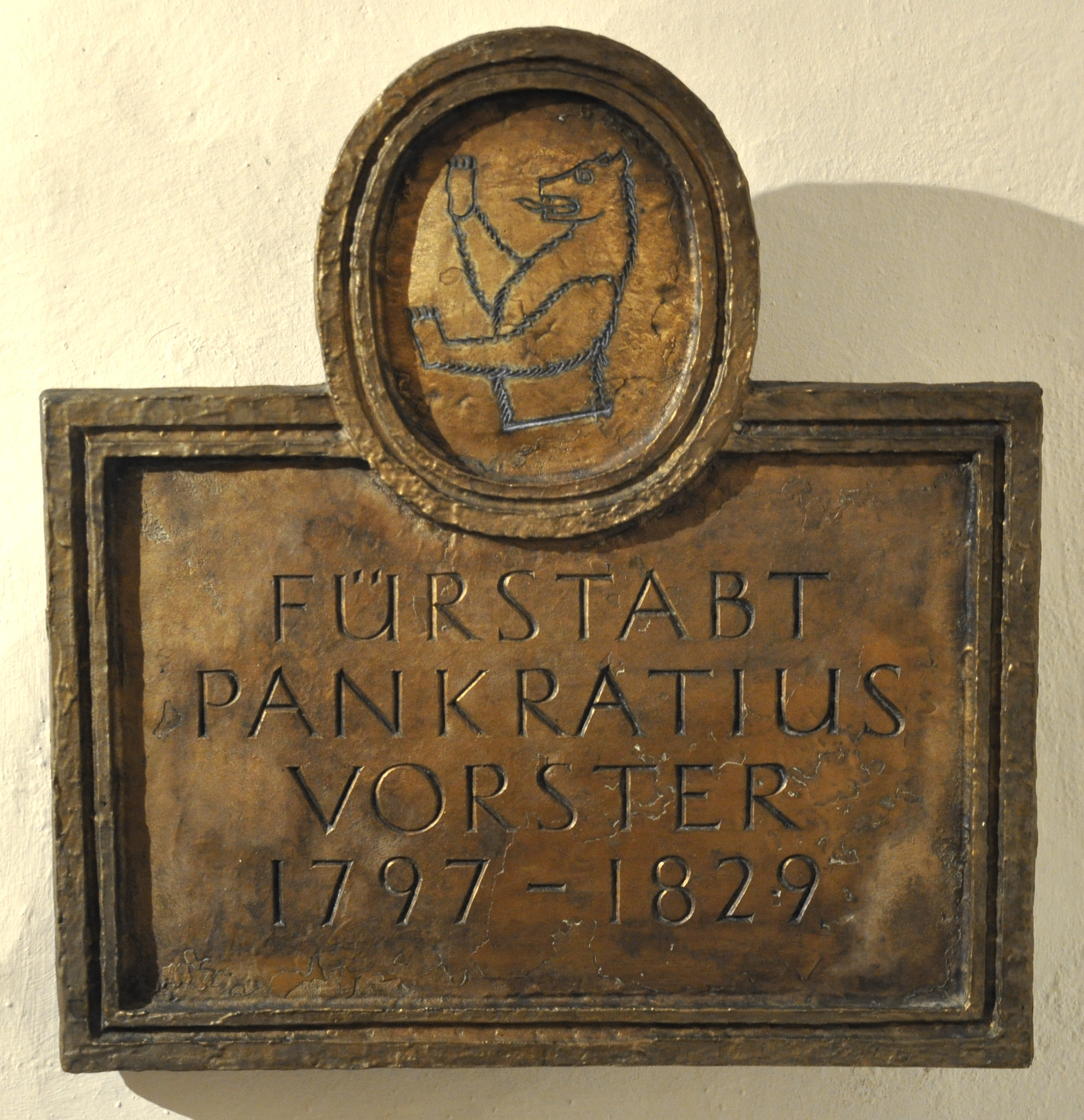
Tafel am Grab Vorsters in der Ostkrypta der Stiftskirche St. Gallen

Pankraz Vorster (* 31. Juli 1753 in Neapel; † 9. September 1829 in Muri) war von 1796 bis 1805 der letzte Fürstabt der Fürstabtei St. Gallen. 

## Leben
Vorster entstammte einer alten Familie aus dem Fürstenland. Er wurde in Neapel als Sohn des Hauptmanns Joseph Zacharias Vorster und der Gräfin Anna Maria Rosa Berni geboren. Er wuchs hauptsächlich bei seinem Onkel auf, der Pfarrer in Grub und Wittenbach war. Er legte 1771 seine Profess in St. Gallen ab und lehrte Philosophie, Naturwissenschaften und Moraltheologie an der Stiftsschule.  Am 13. Juli 1777 empfing er die Priesterweihe. 1784 unternahm er mit Johann Nepomuk Hauntinger eine Bildungsreise nach Schwaben und Bayern. 1785 führt er die Opposition gegen Abt Beda Angehrn an, der durch seine grossen Investitionen und seine selbstherrliche Verwaltung in den Augen zahlreicher Mönche die Existenz des Klosters gefährdete. Im September 1788 wurde er deshalb als Vizestatthalter (suboeconomus) in die sanktgallische Exklave Ebringen bei Freiburg im Breisgau strafversetzt. Die dortige sanktgaller Ortsherrschaft stand unter österreichischer Landeshoheit. Dort kümmerte er sich vornehmlich um die Milchwirtschaft und errichtete eine Sennerei. Erst 1796 versöhnte sich Vorster mit Abt Angehrn und kehrte nach St. Gallen zurück.
Am 1. Juni 1796 wurde Vorster zum Abt gewählt und trat unverzüglich den demokratischen Bestrebungen in den Herrschaftsgebieten des Klosters entgegen. Er musste aber 1797 der Alten Landschaft ein eigenes Siegel und die Wahl eines Landrates zugestehen. Als am 3. Februar 1798 das Kapitel eigenmächtig die Untertanen in die Unabhängigkeit entliess, war die weltliche Herrschaft des Klosters am Ende. Der letzte Landvogt des Klosters in der Grafschaft Toggenburg, Karl von Müller-Friedberg, hatte schon am 1. Januar eigenmächtig die Toggenburger in die Unabhängigkeit entlassen. Am 14. Februar fand in Gossau die konstituierende Landsgemeinde der «Freien Republik der Landschaft St. Gallen» statt. Vorster zog nach Neu-Ravensburg, einer sanktgallischen Exklave nördlich des Bodensees und erhob am 3. März 1798 formell Protest gegen das Vorgehen seiner Untertanen. Nach dem Einmarsch der Franzosen in St. Gallen versuchte Vorster vergeblich, mit einer Proklamation vom 9. Juni 1798 die Fürstabtei aus der Schweiz herauszulösen und wieder ans Heilige Römische Reich anzugliedern. Mit dem Einmarsch der Truppen der Koalition in St. Gallen kehrte Vorster am 26. Mai 1799 noch einmal ins Kloster zurück und begann, die Herrschaft wieder aufzubauen. Er musste aber schon am 29. September wieder nach Mehrerau fliehen, da sich nach der Niederlage der Koalition bei Zürich das Blatt wieder gewendet hatte (Zweiter Koalitionskrieg).
Aus dem Exil im Machtbereich Österreichs wirkte Vorster ununterbrochen für die Wiederherstellung seines Klosters. Ab 1801 residierte er vorwiegend in Ebringen, dem letzten verbliebenen Territorium der Fürstabtei.  Kompromisslos lehnte er dort alle Angebote einer Wiederherstellung des Klosters ohne Souveränitätsrechte ab. 1803 schickte er einen Abgesandten an die Helvetische Consulta in Paris, um von Napoleon persönlich die Wiederherstellung des Klosters zu erlangen. Trotz der Zusicherung in der Mediationsakte, dass alle Klöster wiederhergestellt werden sollten, konnte der erste Landammann von St. Gallen, Karl von Müller-Friedberg eine Wiederherstellung des Klosters St. Gallen verhindern, da die weitgehenden Forderungen Vorsters die Existenz des neu gegründeten Kantons St. Gallen gefährdet hätten. Trotzdem empfing Vorster am 17. November 1804 noch in Offenburg die Benediktion als Abt von St. Gallen durch den Basler Bischof Franz Xaver von Neveu. Darauf beschloss der Grosse Rat des Kantons St. Gallen am 8. Mai 1805 die Liquidation des Klosters. Bei Beginn des dritten Koalitionskrieges im September 1805 verliess Vorster Ebringen und gelangte über Slawonien schliesslich nach Wien. Von dort forderte er 1806 vom Kanton die lebenslange Herrschaft über Ebringen und eine jährliche Pension von 4000 Gulden. 1806 verlor jedoch Österreich endgültig die Kontrolle über den Breisgau und der Kanton St. Gallen ging daher auf Vorsters territoriale Forderungen nicht ein, sondern verkaufte Ebringen 1807 an Baden.
Vorster muss trotz seines Einsatzes als Totengräber des Klosters bezeichnet werden, da er jede Kompromisslösung verhinderte.
Vorster blieb aus Sicht der katholischen Kirche weiterhin Abt von St. Gallen, da die Aufhebung des Klosters nicht kirchlich sanktioniert war. 1814/15 bemühte sich Vorster am Wiener Kongress persönlich um eine Wiederaufrichtung der Klosterherrschaft, konnte aber nur erwirken, dass der Kongress ihm am 20. November 1815 eine Pension von 6000 Gulden zusprach, die der Kanton St. Gallen zu leisten hatte. Mit der Unterstützung des Papstes versuchte Vorster daraufhin wenigstens die Errichtung eines Bistums St. Gallen zu erreichen, scheiterte jedoch auch damit am 16. Juli 1816 vor der eidgenössischen Tagsatzung. Im gleichen Jahr verlegte er seinen Wohnsitz nach Arth. Ab 1819 zog er sich verbittert ins Kloster Muri zurück, wo er 1829 starb. Formell blieb er bis zu seinem Tod Abt von St. Gallen, da das Kloster aus Sicht der katholischen Kirche erst 1845 aufgehoben wurde. Sein Leichnam wurde 1923 in die Kathedrale St. Gallen überführt.